# Municipio de Carmen (Campeche)
El municipio de Carmen es uno de los municipios en que se encuentra dividido el estado mexicano de Campeche, su cabecera municipal es Ciudad del Carmen.
Sus principales poblaciones son Ciudad del Carmen, Isla Aguada, Sabancuy, Dieciocho de Marzo, Aguacatal, Atasta, Mamantel y Nuevo Progreso.
Ciudad del Carmen fue descubierta en 1518 y está ubicada en la parte Occidental de la Isla del Carmen, también conocida como Isla de Tris e Isla Rica, en la Laguna de Términos, que es la más importante del estado.

## Gastronomía
Su gastronomía está basada en pescados y mariscos. También destacan los antojitos estilo yucatecos, como los panuchos, que son elaborados a base de masa preparada, acompañado en su mayoría de guisos de mariscos como, el cazón, el camarón o la jaiba. También existen otros preparados hechos de carne molida, pollo, carne de puerco y queso oaxaca. Igual se cuenta el pan de cazón, que es el platillo más común entre los habitantes de la isla.

## Gentilicio
El gentilicio es Carmelitas/ Carmelos, seguidores de la Abadía Carmeniana constituida desde el renacimiento de la isla.

## Lugares de atracción
Entre los lugares de interés se encuentran el museo de la ciudad, el malecón, el cocodrilario y sus playas como Bahamita, Sabancuy, Isla Aguada, Isla Pájaros, punta San Julián, Ensenada, Isla del Pom, Puerto Real, La Puntilla, La Manigua, Playa Norte, el Malecón costero entre otras.

## Ubicación
El Municipio de Carmen está ubicado en la Región de la Costa norte del Estado de Campeche frente al Golfo de México, colindando hacia el sur con el estado de Tabasco.
Las aves más características son las garzas, cigüeñas, jabirú, pelícanos, gaviotas, patos y rabihorcados. También se encuentran animales como lagartos, delfines, tortugas, iguana verde, pejelagartos y culebras de agua, ocelotes, mapaches, venado entre otras.
Entre su fauna marítima se encuentra el tepezcuintle, el pargo, la rubia, el manatí, la cherna, el guachinango, el mero, el robalo, el ixpú, el esmedregal, mojarra blanca, el jurel, la curbina, el bagre, el bosh, el bonito, el carito, pez cochinita, el pez ratón, el pez torito, el cazón, el san pedro, el papelillo, delfín, siendo este junto con el camarón los animales que han representado a la ciudad.
También cuenta con un lugar rico en flora y fauna como es la isla de pájaros.

### Límites municipales
Tiene límites administrativos con los siguientes municipios o accidentes geográficos, según su ubicación:
| Noroeste: Golfo de México  | Norte: Golfo de México                                       | Nordeste: Champotón |
| Oeste: Centla (Tabasco)    |                                                              | Este: Escárcega     |
| Suroeste: Jonuta (Tabasco) | Sur: Palizada, Emiliano Zapata (Tabasco), Balancán (Tabasco) | Sureste: Candelaria |

## Características sobresalientes

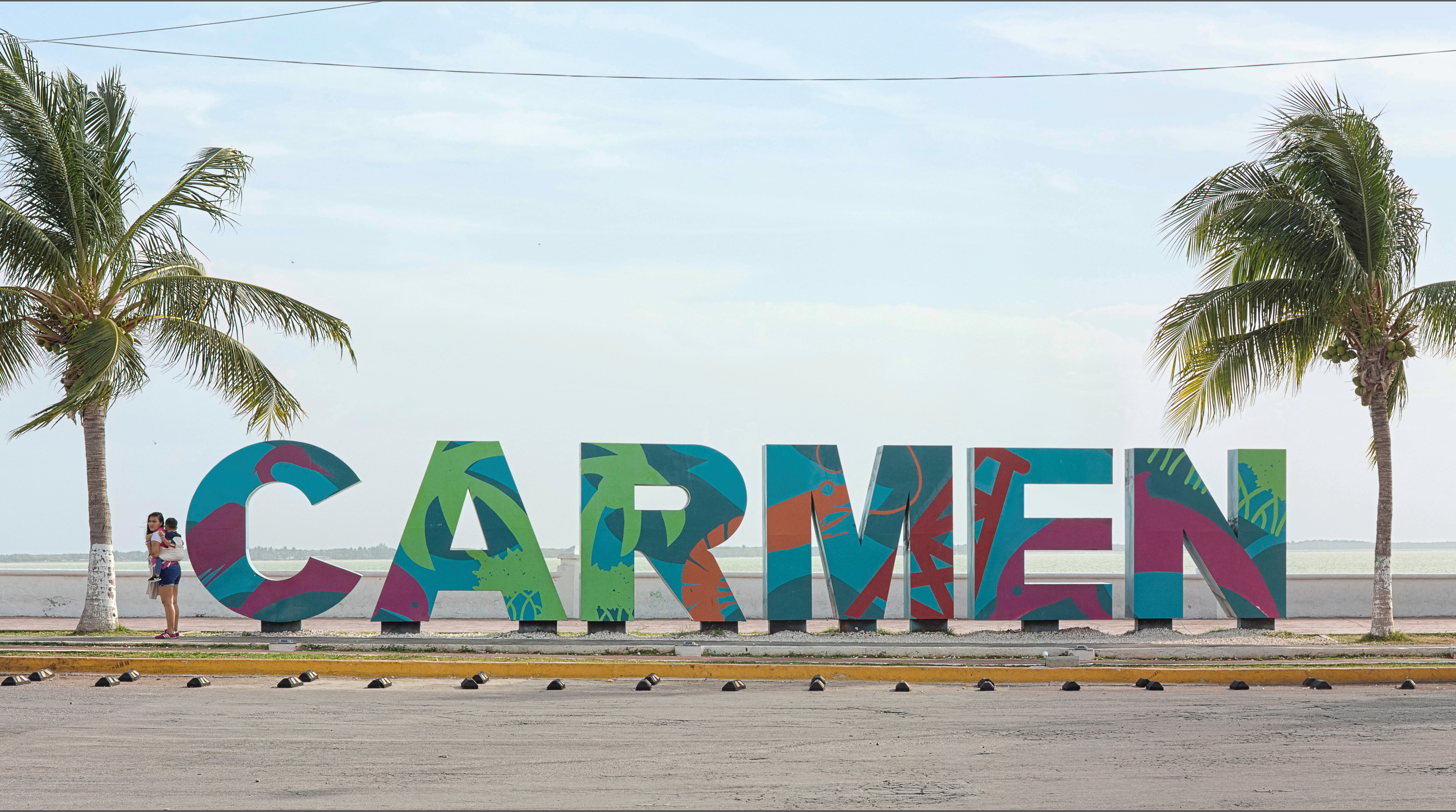
Stella nombre Carmen, Campeche.

La isla del Carmen fue ocupada primero por grupos mayas chontales quienes eran recolectores, pescadores, y con el tiempo una importante fuerza comercial marítima antes de la llegada de los españoles y durante el contacto europeo, pero también en varias ocasiones fue ocupada por piratas; por ejemplo: William Parker, Pie(Pata) de Palo, Barba Negra, Barba Roja, Diego el Mulato y Lorencillo, hasta que fueron vencidos en definitiva por el sargento Alonso Felipe de Andrade, y en honor a él, el mercado más frecuentado de Ciudad del Carmen lleva su nombre. También entre sus tradiciones se encuentra el Carnaval, que se ha celebrado desde hace más de 250 años que es una fiesta llena de colorido y de algarabía que se celebra en honor del rey Momo.
Carmen tiene gran relevancia en la economía de México, pues se encuentra en la Sonda de Campeche donde se produce la mayoría del petróleo del país. El Yacimiento Cantarell y el Yacimiento de Ku Maloob Zaap son pertenecientes a la Sonda de Campeche.
También es famosa la feria de Ciudad del Carmen, que se lleva a cabo anualmente en el mes de julio en Playa Norte en honor a la Virgen del Carmen. En Semana Santa, se lleva a cabo La Fiesta del Mar en Playa Norte, la cual es muy alegre y colorida.
Entre sus barrios, el más antiguo es el del Guanal donde predominan las casas de tejas francesas, lo que le da un vistoso colorido. Destacan también el malecón costero, Playa Norte, Stella Maris,  La Puntilla y el centro histórico.

## Localidades
| Código INEGI      | Localidad                     | Población (2020) |
| ----------------- | ----------------------------- | ---------------- |
| 040030001         | Ciudad del Carmen             | 191 238          |
| 040030614         | Sabancuy                      | 7 744            |
| 040030199         | Isla Aguada                   | 7 620            |
| 040030005         | Nuevo Progreso                | 5 266            |
| 040030101         | San Antonio Cárdenas          | 4 606            |
| 040030006         | Atasta                        | 2 712            |
| 040030081         | Chicbul                       | 1 837            |
| 040030611         | Chekubul                      | 1 776            |
| 040030262         | Emiliano Zapata               | 1 454            |
| 040033333         | Mamantel                      | 1 417            |
| 040033395         | Licenciado Gustavo Díaz Ordaz | 1 374            |
| 040033217         | El Aguacatal                  | 1 353            |
| 040030058         | Abelardo L. Rodríguez         | 1 309            |
| Otras localidades | Otras localidades             | 18 597           |
| Total municipal   | Total municipal               | 248 303          |